# Martino Bassi

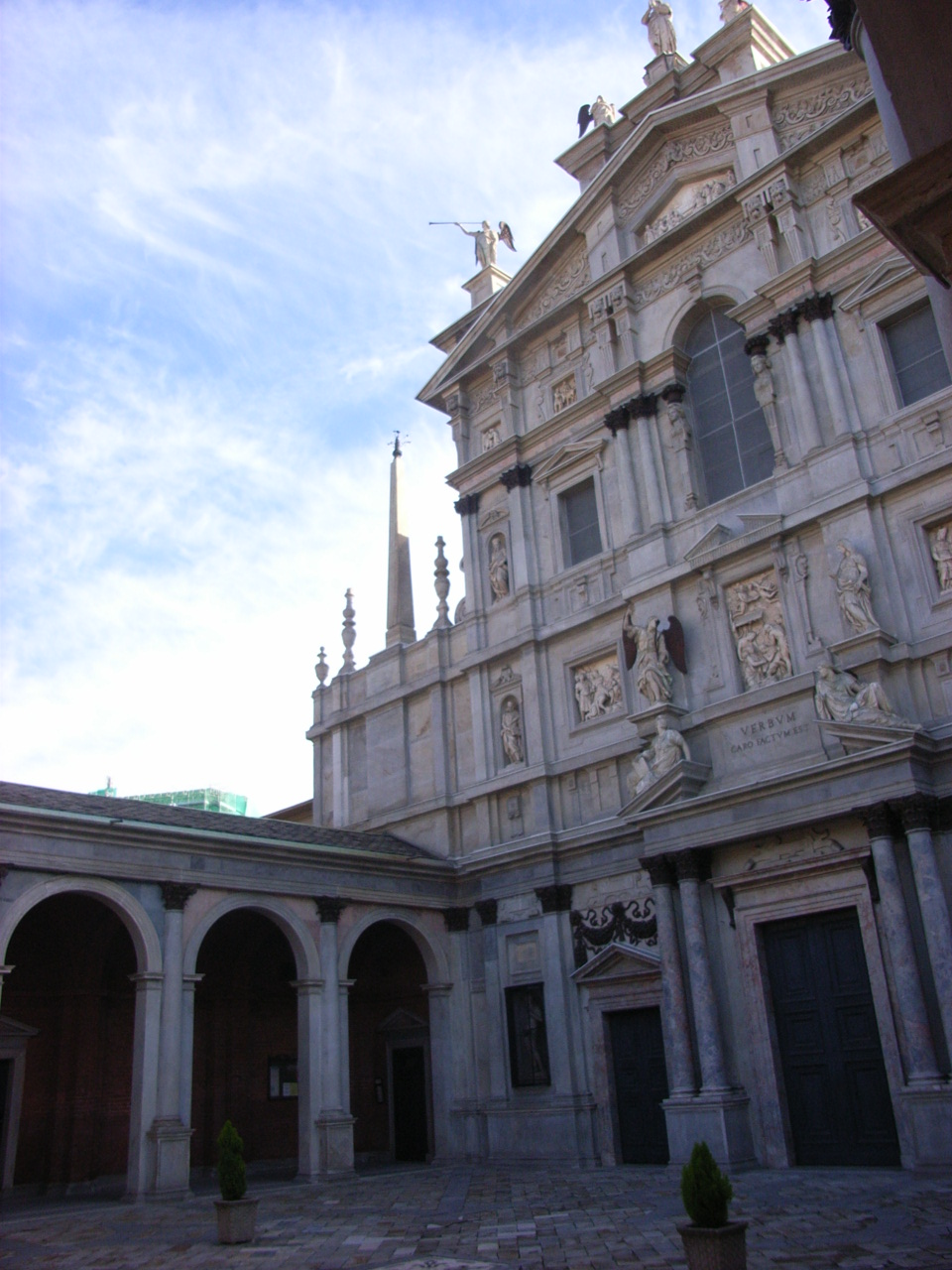
Santa Maria dei Miracoli w Mediolanie

Martino Bassi (ur. 1542 w Seregno, zm. 1591) – włoski architekt renesansowy, pracujący głównie w Mediolanie.